# Zoe Cassavetes
Zoe Cassavetes (* 29. června 1970 Los Angeles) je americká filmová režisérka, scenáristka a herečka. Je dcerou herce a režiséra Johna Cassavetese a jeho manželky, herečky Geny Rowlandsové. Její sourozenci Nick a Alexandra jsou rovněž herci a režiséři. Stejně jako její starší sourozenci, i ona s herectvím začínala ve filmu svého otce (Minnie a Moskowitz, 1971). Později hrála malé role ve dvou filmech Petera Bogdanoviche – Noises Off (1992) a The Thing Called Love (1993), stejně jako v krátkém filmu Lick the Star (1998), který natočila Sofia Coppola. Jako režisérka debutovala v roce 2000 dvacetiminutovým filmem Men Make Women Crazy Theory. Jejím prvním celovečerním filmem je Broken English (2007). Další byl uveden o osm let později pod názvem Day Out of Days. Také režírovala epizody televizních seriálů X femmes (2009) a Emily in Paris (2020). Jejím manželem je francouzský hudebník Sebastien Chenut.